# Église Saint-Maur de Courmelois
L’église Courmelois est une église catholique paroissiale située à Val-de-Vesle, dans la Marne. Elle est classée au titre des monuments historiques depuis 1920

## Description
Bâtie sur un plan de  croix latine, elle possède une tour clocher sur la croisée de transepts. Elle est entièrement voûtée. Son abside comporte des chapiteaux sculpté de figures et personnages. Des traces de peinture monumentale et des statues de moines et de saints.

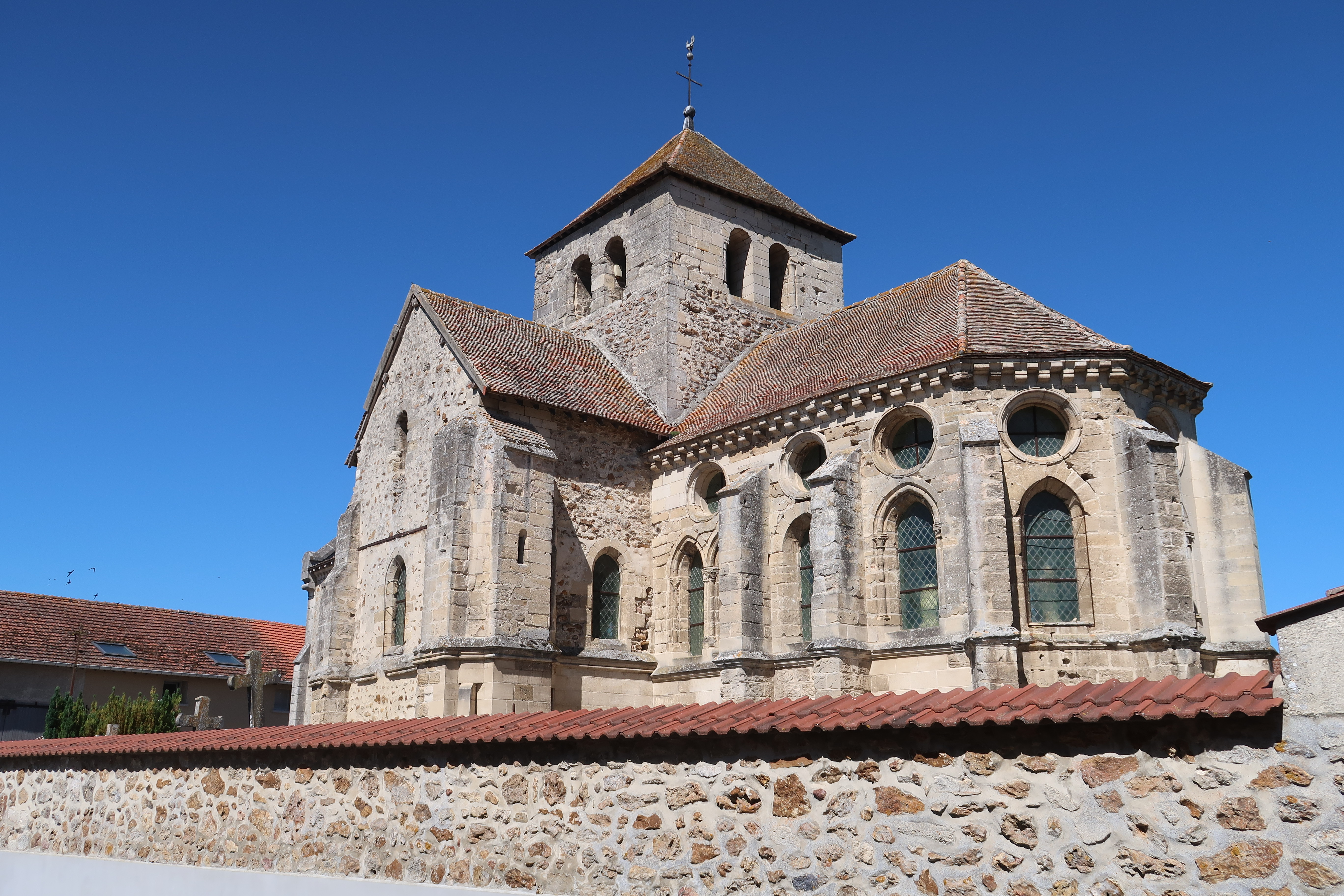
L’abside vue du sud-est
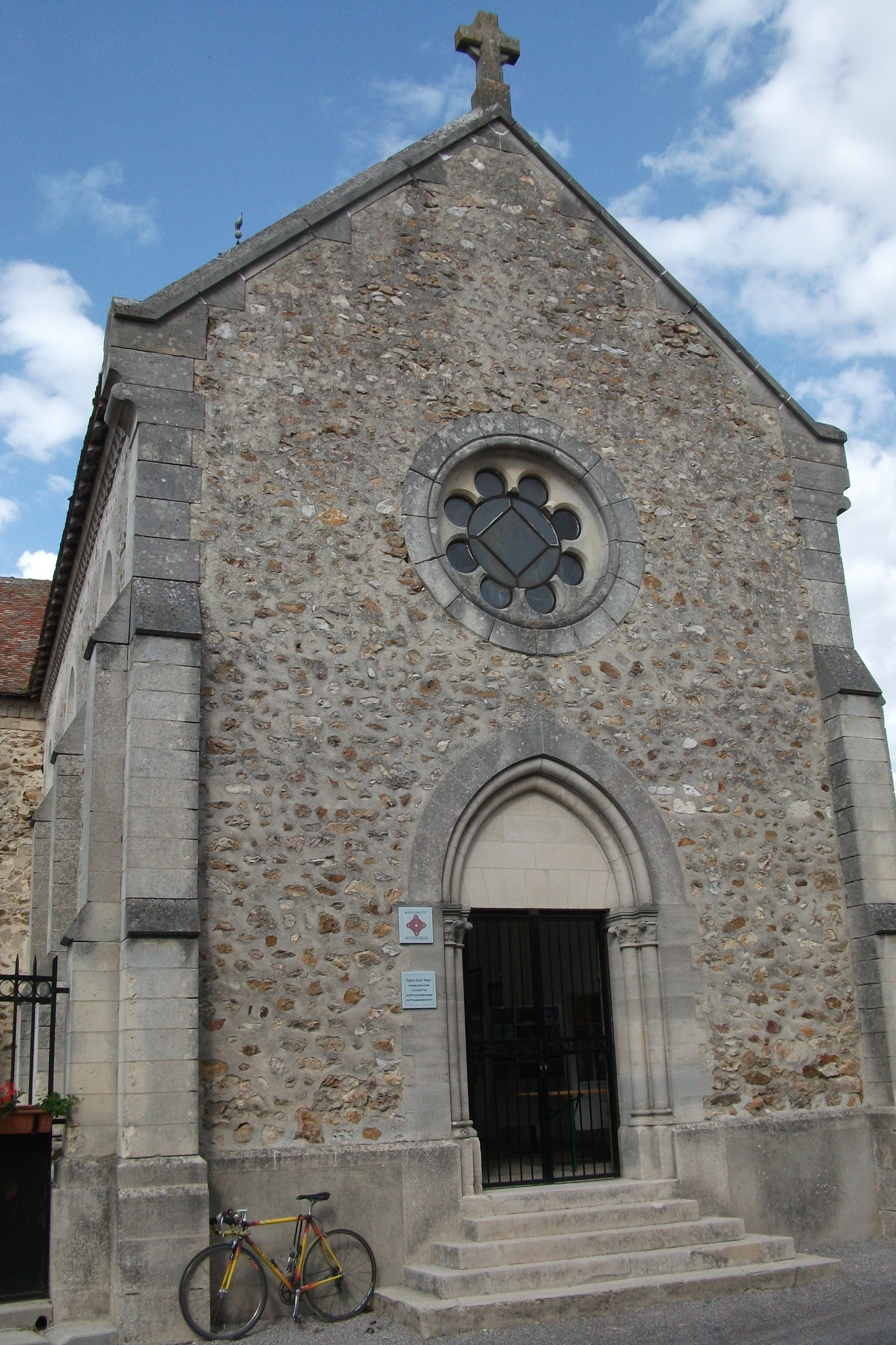
Le portail,
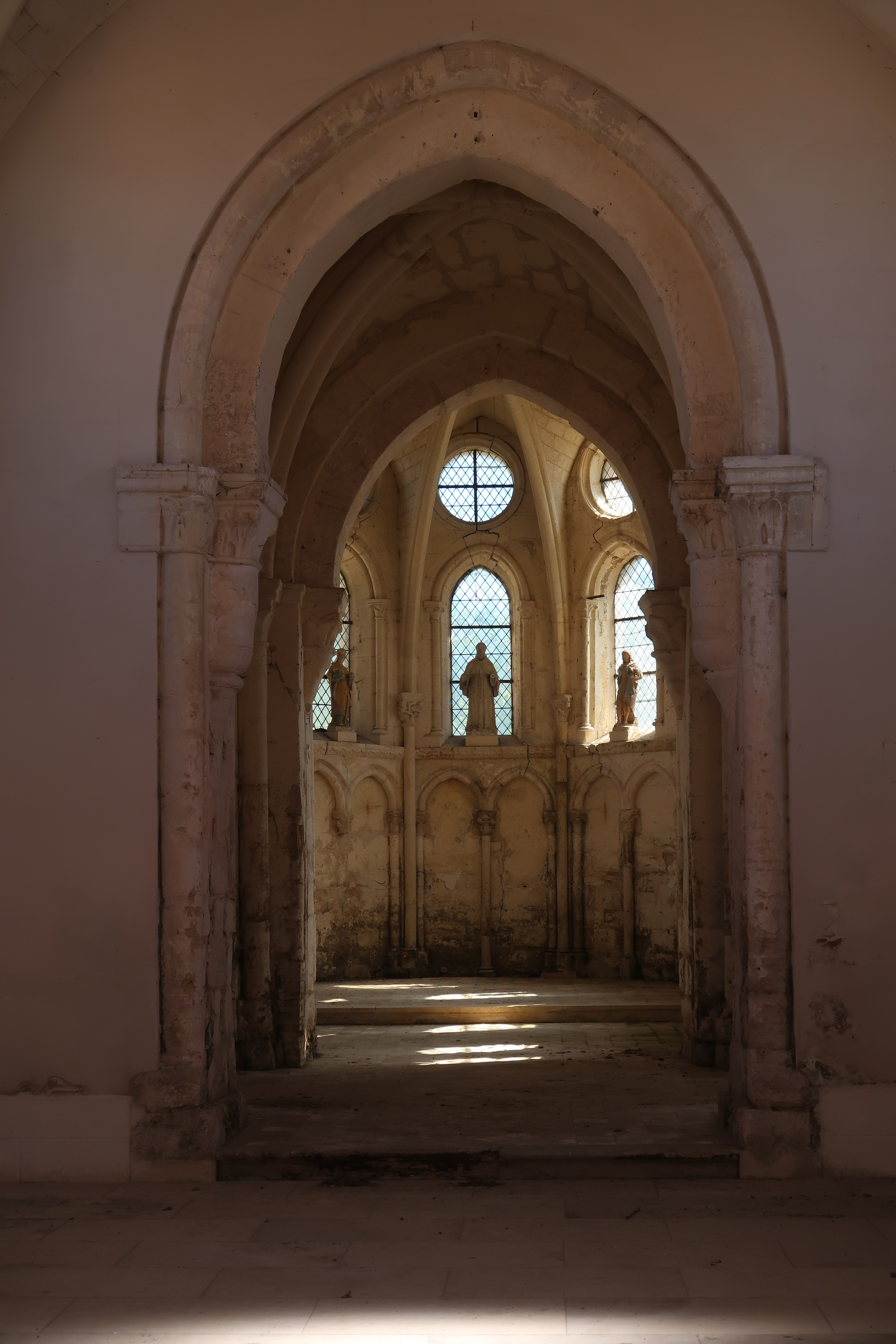
Intérieur.
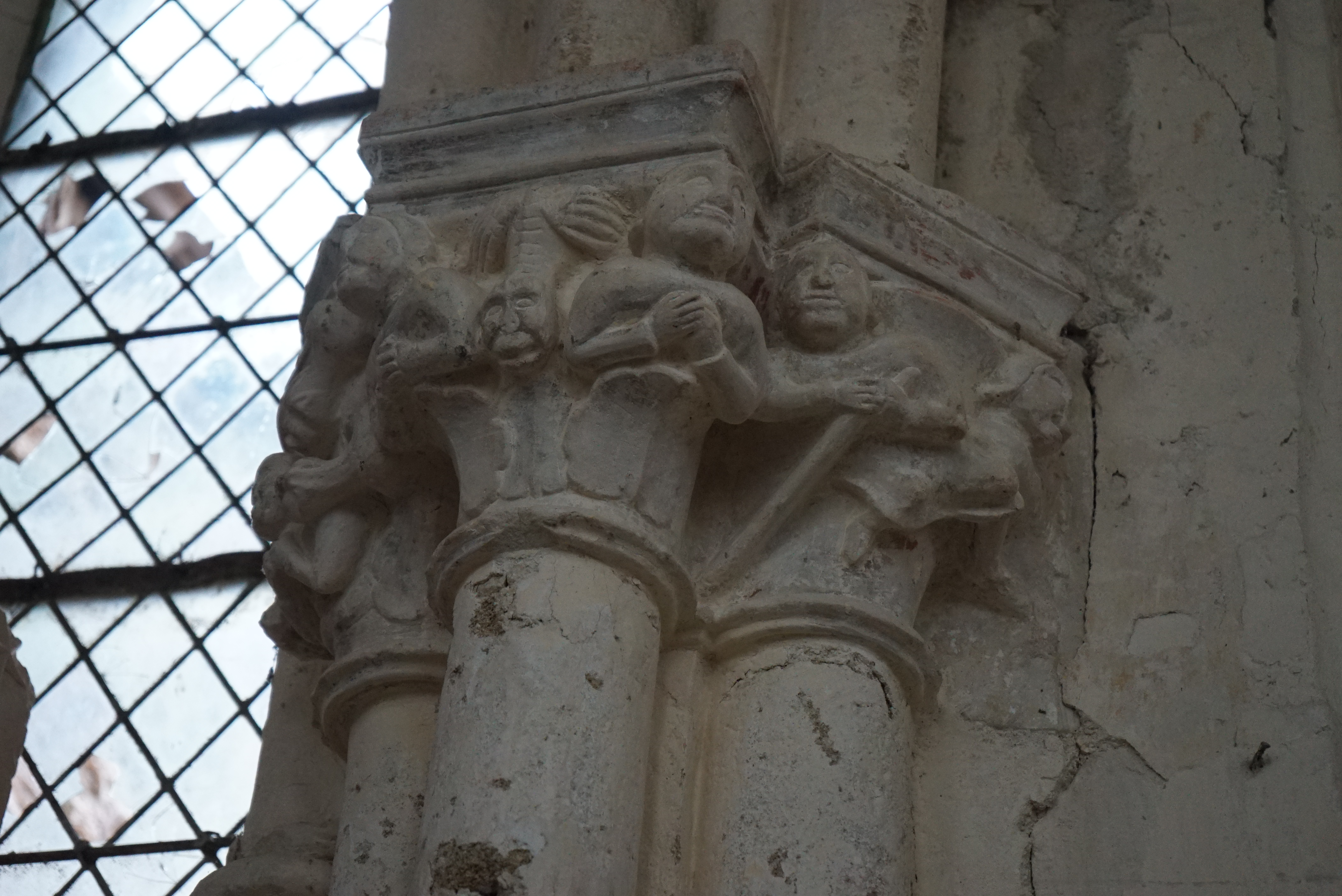
Un de ses chapiteaux.